# Râul Bodeasa
Râul Bodeasa este un curs de apă, afluent al râului Bașeu. 